# 1568

## أحداث
- حصار رنثنبور في الفترة ما بين 8 فبراير و21 مارس.
- 23 فبراير: نهاية حصار شيتور والذي بدأ في 21 أكتوبر 1567.
- بداية حرب الثمانين عاما في 1568 والتي انتهت في 1648.
- بداية الثورة الهولندية في 1568 والتي انتهت في 1648.
- بداية الحرب الروسية العثمانية في 1568 والتي انتهت في 1570.
- 17 فبراير - عقد معاهدة أدرنة وتقر بموجبها أسرة هابسبورغ بدفع الجزية إلى العثمانيين.

## مواليد
- أبو المواهب الشناوي
- أوربان الثامن
- توماسو كامبانيلا
- تيودوسيو الثاني دوق براغانزا دوق برتغالي
- جاكوب كيلر
- جوهانس هارتمان كيميائي ألماني
- خوان مارتينيز (رسام) فنان إسباني
- فرجينيا دي ميديشي
- كريستوف ليمان مؤرخ ألماني

## وفيات
- أندريس دي أوردانيتا
- عبد الرحمن المجدوب، شاعر مغربي.